# Shimla-Konvention

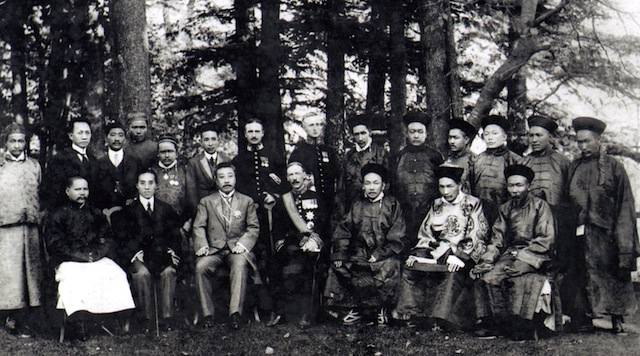
Teilnehmer der Konferenz

Die Shimla-Konvention (auch Simla-Konvention) wurde 1914 in Shimla zwischen Großbritannien, China und Tibet vereinbart. Diese völkerrechtliche und vertragsverbindliche Konvention wurde von China nicht ratifiziert.

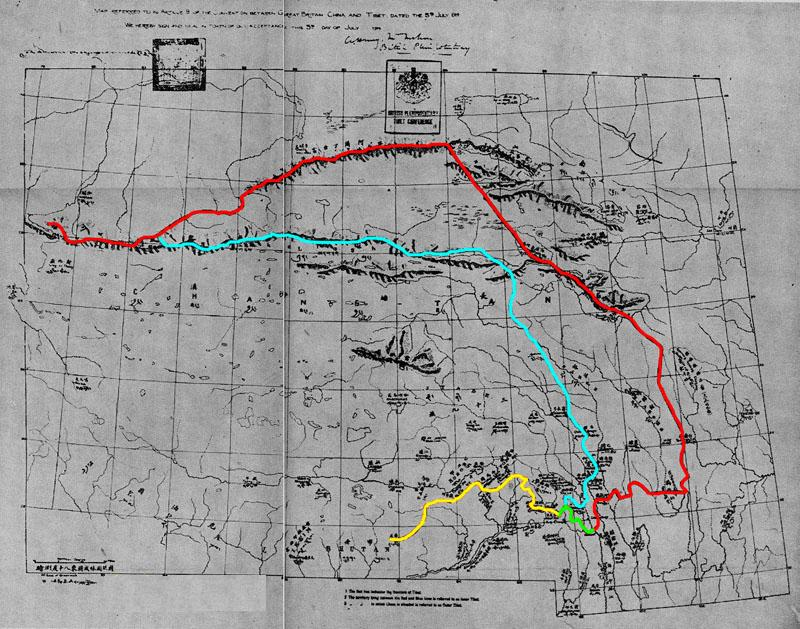
Karte aus dem Vertragswerk von Shimla. Die McMahon-Linie ist rot nachgezeichnet

## Inhalt
Die Konvention sah vor, dass
- Großbritannien und China die Oberhoheit (Suzeränität) Chinas über Tibet anerkennen,
- das „innere“ Tibet (in etwa die heutige Region Qinghai und Gebiete östlich davon) unter direkter chinesischer Herrschaft verbleiben sollte,
- das „äußere“ Tibet (die heutige Region Tibet) autonom sein sollte und dass sich China nicht in die inneren Angelegenheiten desselben einmischen sollte:
  - China enthält sich der Einmischung in die tibetische Verwaltung
  - Wahl des Dalai Lama wird weiterhin von der Administration in Lhasa bewerkstelligt
  - China muss die territoriale Integrität des Landes wahren
  - China stationiert kein Militär
  - Vertreter, Beamte Chinas und chinesische Siedler werden nicht entsandt
  - falls diese im benannten Gebiet gegenwärtig sein sollten, müssen diese innerhalb von drei Monaten zurückgezogen werden.

Außerdem wurde die Grenze zwischen Britisch-Indien und Tibet entlang der McMahon-Linie festgelegt, wodurch die Grenze Britisch-Indiens deutlich nach Norden verschoben wurde. Das neu gewonnene Gebiet wurde durch die britische Kolonialregierung als North-East Frontier Tracts organisiert.

## Weitere Geschichte
Die Konvention wurde durch China abgelehnt und der chinesische Bevollmächtigte Ivan Chen reiste am 3. Juli 1914 aus Simla ab, ohne unterschrieben zu haben. Die verbliebenen tibetischen und britischen Verhandlungspartner schlossen daraufhin eine bilaterale Konvention ab. Das Abkommen wurde allerdings zunächst auch durch die Regierung Britisch-Indiens abgelehnt, da es dem Vertrag von Sankt Petersburg (1907) beziehungsweise der Anglo-Russische Konvention (1907) widersprach, in dem Großbritannien und Russland ihre Interessensphären in Asien abgestimmt hatten. Erst ab den 1930er Jahren begannen die Briten in offiziellen Dokumenten die McMahon-Linie als Grenze Britisch-Indiens darzustellen.
China erkannte diese Grenze nie an und im Indisch-Chinesischen Grenzkrieg von 1962 stießen Truppen der Volksrepublik China über die McMahon-Linie nach Indien vor, zogen sich aber danach wieder dahinter zurück.